# Grenade (Lied)
Grenade (deutsch: „Granate“) ist der Titel eines R&B-Lieds des US-amerikanischen Singer-Songwriters Bruno Mars.

## Hintergrundinformationen
„Ich war bei meinem Freund Benny Blanco und er spielte mir ein paar Lieder vor, und er spielte einen Song, der eine Textzeile [ähnlich der in Grenade] hatte… Er sagte, die Band hätte keinen Vertrag und die CD wäre nie veröffentlicht worden. Ich sagte zu Benny, dass ich mich so sehr mit dem Lied identifizieren konnte und dass ich das unbedingt verwenden und zu meinem eigenen Song machen wollte. Also fing ich an, meine eigene Version zu schreiben. Es ist ein herzzerreißender Song über ein gebrochenes Herz, und ich denke jeder kann sich da hineinversetzen. Man ist so verliebt und fragt sich: ‚Was mache ich denn nur falsch? Was kann ich dir nicht geben? Ich würde für dich sterben, aber warum bekomme ich diese Liebe nicht zurück?‘“

Grenade wurde von Bruno Mars, Philip Lawrence, Ari Levine, Brody Brown, Claude Kelly und Andrew Wyatt geschrieben. Die Produktion des Songs übernahm das Produzententeam The Smeezingtons, bestehend aus Mars, Lawrence und Levine. In einem Interview mit der US-amerikanischen Website Idolator verriet Bruno Mars, dass der Songwriter und Produzent Benny Blanco ihm einen unveröffentlichten Song mit ähnlichem Thema wie dem von Grenade vorspielte, der als Inspiration zum Lied diente. Er äußerte außerdem den Wunsch, Grenade als Single zu veröffentlichen, da er einer seiner persönlichen Lieblinge sei.
Vor der Veröffentlichung des Albums Doo-Wops & Hooligans wurden zwei Promosingles exklusiv auf iTunes veröffentlicht. Die erste Single war Liquor Store Blues, eine Kollaboration mit Damian Marley. Darauf folgte am 28. September Grenade als zweite Vorab-Veröffentlichung.

## Komposition
Grenade ist eine Pop- und R&B-Ballade. Ein von Sony/ATV Music Publishing veröffentlichtes Notenblatt zeigt, dass Grenade in der Tonart D-Moll geschrieben ist und mit 108 Beats pro Minute ein mittleres Tempo hat. Mars’ Stimmumfang umfasst den Bereich von A3 bis D5. Das Lied beginnt leise, die Lautstärke wird jedoch laufend, musikalisch als auch textlich, bis zum Höhepunkt, dem Refrain, erhöht. Im Hintergrund sind „pulsierende Synthesizerklänge“ zu hören. Laut Jon Caramanica, The New York Times, enthält das Lied Elemente der Popmusik aus den achtziger Jahren und wird von Trommeln begleitet, wie Kanye West sie auch verwendet. Grenade enthält Teile des Lieds I’ll Fight des Sängers Jeff Tweedy.
Textlich handelt Grenade von einer nicht erwiderten Liebe. Mars singt darüber, wie er alles für seine Angebetete tun würde, so unter anderem eine Granate für sie abzufangen oder sich vor einen Zug für sie zu werfen.

## Rezeption
Grenade wurde sehr positiv von Kritikern aufgenommen. Josef Gasteiger, Laut, meinte, dem Song „fehlt es etwas an Durchschlagskraft, wenngleich das leichte Kratzen in Mars’ Stimme durchaus gefällt.“ Bill Lamb von About gab dem Lied eine Wertung von 4,5 aus möglichen 5 Punkten und lobte Mars’ Gesang sowie den gefühlvollen, das Herz berührenden Text des Lieds, was „seine Position als einer der besten neuen Künstler des Jahres festigt.“ Leah Greenblatt von Entertainment Weekly benannte Grenade als einen „atmosphärischen Opener“ des Albums Doo-Wops & Hooligans und als eines der Highlights des Albums. Oft wurde Grenade mit Michael Jacksons Dirty Diana verglichen, ein Lied, das Mars’ bei vielen Konzerten gecovert hatte. Eric Henderson vom Slant Magazine kritisierte Grenade jedoch für den unrealistischen Text und Tim Sendra von Allmusic befand Grenade für „übertrieben“ und einen der schwächeren Songs des Albums.

## Versionen
| Titel                                 | Songwriting                                               | Produktion       | Länge |
| ------------------------------------- | --------------------------------------------------------- | ---------------- | ----- |
| Grenade                               | The Smeezingtons, Brody Brown, Claude Kelly, Andrew Wyatt | The Smeezingtons | 3:42  |
| Grenade (Acoustic)                    | The Smeezingtons, Brody Brown, Claude Kelly, Andrew Wyatt | The Smeezingtons | 4:09  |
| Grenade (Passion Pit Remix)           | The Smeezingtons, Brody Brown, Claude Kelly, Andrew Wyatt | Passion Pit      | 6:10  |
| Catch a Grenade (The Hooligans Remix) |                                                           |                  | 3:30  |

## Musikvideo
Das Musikvideo zu Grenade wurde am 19. November veröffentlicht. Regisseur des Videos war NABIL. In einem Hinter-Den-Kulissen-Video erklärte Mars: „Das Konzept des Videos ist mein Kampf, diesem Mädchen zu zeigen, dass ich wirklich alles für sie tun würde. Also gehe ich soweit, ein Klavier zu ihr zu ziehen, damit ich ihr mein Herz mit einem Lied öffnen kann.“ Im Video sieht man Mars’ Anstrengungen, ein Klavier an einem Seil zu seiner Angebeteten zu ziehen. Auf seinem Weg durch Los Angeles läuft er durch die Straßen, in einem Autotunnel, und auf den Berg zum Haus seiner Geliebten. Als er jedoch herausfindet, dass diese mit einem anderen Mann zusammen ist, zieht er das Klavier mit sich vor einen Zug.

## Kommerzieller Erfolg

### Chartplatzierungen
Grenade konnte in den USA die Spitze der Charts erreichen und wurde, nach Nothin’ on You und Just the Way You Are Mars’ dritter Nummer-eins-Hit in Folge in den Billboard-Charts. Die Single verkaufte bis einschließlich 6. November 2013 alleine in den USA 5.701.000 Exemplare. 2020 wurde sie in den USA mit einer Diamant-Schallplatte für zehn Millionen Verkäufe ausgezeichnet. Auch in Neuseeland und Australien schaffte Grenade den Sprung an die Spitze der Charts. In Kanada erreichte Grenade ebenfalls Platz 1 der Canadian Hot 100 und wurde Ende des Jahres mit sechsfach Platin für mehr als 480.000 verkaufte Exemplare ausgezeichnet.
In Deutschland erreichte Grenade ebenfalls Position eins der Singlecharts und hielt sich vier Wochen an der Chartspitze sowie 15 Wochen in den Top 10 und 54 Wochen in den Charts. Mars erreichte hiermit zum vierten Mal die Singlecharts in Deutschland, zum zweiten Mal nach Just the Way You Are die Top 10 und erstmals die Chartspitze. In den Jahrescharts belegte die Single sowohl in den Airplay- als auch in den Singlecharts den dritten Rang im Jahr 2011.
| ChartsChartplatzierungen       | Höchstplatzierung | Wochen |
| ------------------------------ | ----------------- | ------ |
| Deutschland (GfK)              | 1 (54 Wo.)        | 54     |
| Österreich (Ö3)                | 2 (34 Wo.)        | 34     |
| Schweiz (IFPI)                 | 1 (52 Wo.)        | 52     |
| Vereinigte Staaten (Billboard) | 1 (36 Wo.)        | 36     |
| Vereinigtes Königreich (OCC)   | 1 (38 Wo.)        | 38     |

| ChartsJahrescharts (2011)      | Platzierung |
| ------------------------------ | ----------- |
| Deutschland (GfK)              | 3           |
| Österreich (Ö3)                | 11          |
| Schweiz (IFPI)                 | 5           |
| Vereinigte Staaten (Billboard) | 6           |
| Vereinigtes Königreich (OCC)   | 7           |

| ChartsJahrescharts (2010–2019) | Platzierung |
| ------------------------------ | ----------- |
| Vereinigte Staaten (Billboard) | 54          |

### Auszeichnungen für Musikverkäufe
Das Lied war mit 10,2 Millionen Downloads auf Platz zwei der meistverkauften Download-Singles im Jahr 2011. Platz eins ging ebenfalls an Mars, für seinen Titel Just the Way You Are mit 12,5 Millionen Downloads. In der Woche zum 8. Januar 2011 wurde Grenade 559.000 Mal heruntergeladen. Damit erreichte der Titel Platz vier der am häufigsten heruntergeladenen Songs in der Geschichte.
| Land/Region                  | Auszeichnungen für Musikverkäufe (Land/Region, Auszeichnung, Verkäufe) | Verkäufe   |
| ---------------------------- | ---------------------------------------------------------------------- | ---------- |
| Australien (ARIA)            | 7× Platin                                                              | 490.000    |
| Belgien (BRMA)               | Gold                                                                   | 15.000     |
| Dänemark (IFPI)              | 3× Platin                                                              | 270.000    |
| Deutschland (BVMI)           | 3× Gold                                                                | 450.000    |
| Frankreich (SNEP)            | Platin                                                                 | 200.000    |
| Italien (FIMI)               | Platin                                                                 | 30.000     |
| Kanada (MC)                  | 6× Platin                                                              | 480.000    |
| Mexiko (AMPROFON)            | Gold                                                                   | 30.000     |
| Neuseeland (RMNZ)            | 5× Platin                                                              | 150.000    |
| Österreich (IFPI)            | Platin                                                                 | 30.000     |
| Schweiz (IFPI)               | 3× Platin                                                              | 90.000     |
| Spanien (Promusicae)         | Platin                                                                 | 60.000     |
| Vereinigte Staaten (RIAA)    | Diamant                                                                | 10.000.000 |
| Vereinigtes Königreich (BPI) | 4× Platin                                                              | 2.400.000  |
| Insgesamt                    | 3× Gold · 33× Platin · 1× Diamant ·                                    | 14.695.000 |

Hauptartikel: Bruno Mars/Auszeichnungen für Musikverkäufe

## Mitwirkende
Die folgenden Personen wirkten an der Entstehung des Lieds Grenade mit:
| - Songwriting: Body Brown, Claude Kelly, Philip Lawrence, Ari Levine, Bruno Mars, Andre Wyatt - Gesang: Bruno Mars - Instrumentierung: Philip Lawrence, Ari Levine, Bruno Mars | - Toningenieur: Ari Levine - Assistenz: Erik Madrid, Christian Plata - Produktion: Philip Lawrence, Ari Levine |